# Dag Tolstoy
Dag Arvid Wilhelm Tolstoy, född 28 januari 1993, är en svensk komiker, sångare, yogalärare och medieprofil. Han har uppmärksammats för sina putslustigt humoristiska videoklipp på Instagram och Tiktok. Tolstoys klipp består ofta av parodier på vissa slags personer, i stil med "folk som öppnar schyssta hak" och "folk som gillar att bocka av saker".

## Biografi
Tolstoy är uppvuxen i Luxemburg och flyttade till Sverige som 18-åring. Under 2020 fick han uppmärksamhet för sina konton på Tiktok och Instagram där han publicerar humoristiska videoklipp.
Han medverkade i realityserien Farmen 2021 och var en av prisutdelarna på Rockbjörnen samma år. Dag Tolstoy debuterade som sångare i juni 2021 med singeln "Träffar andra" som följdes upp med "Allt du behöver" samma år. 2022 medverkade han i tävlingsprogrammet Herre på täppan på Kanal 5.
2022 började Tolstoy dokumentera när han reser till alla Sveriges kommuner. 2023 reste han runt i Norge och dokumenterade sitt försök att "bli norsk på 100 dagar".
Dag Tolstoy tillhör den svenska grenen av den ursprungligen ryska grevliga ätten Tolstoj. Han är sonsons sonsons son till författaren Leo Tolstoy.

## Filmografi
- 2021 – Farmen

## Diskografi

### Singlar
- 2021 − Träffar andra
- 2021 − Allt du behöver